# Vườn quốc gia Gandang Dewata
Vườn quốc gia Gandang Dewata là một vườn quốc gia nằm ở huyện Mamasa, Tây Sulawesi, Indonesia. Nó bảo vệ khu vực tự nhiên xung quanh núi Gandang Dewata cao 3304 mét một trong những ngọn núi cao nhất nằm ở phía Tây Sulawesi và là ngọn núi cao thứ hai ở Sulawesi sau núi Latimojong cao 3.478 mét. Gandang Dewata được người dân địa phương coi là một ngọn núi linh thiêng, đồng thời nó là nhà của nhiều loài chim đặc hữu, trong đó có nhiều loài mới được phát hiện. Chính nhờ mức độ đa dạng sinh học, khu vực này đã được tuyên bố là một vườn quốc gia vào ngày 3 tháng 10 năm 2016, trở thành vườn quốc gia thứ 53 của Indonesia.